# Cancela (pretil)

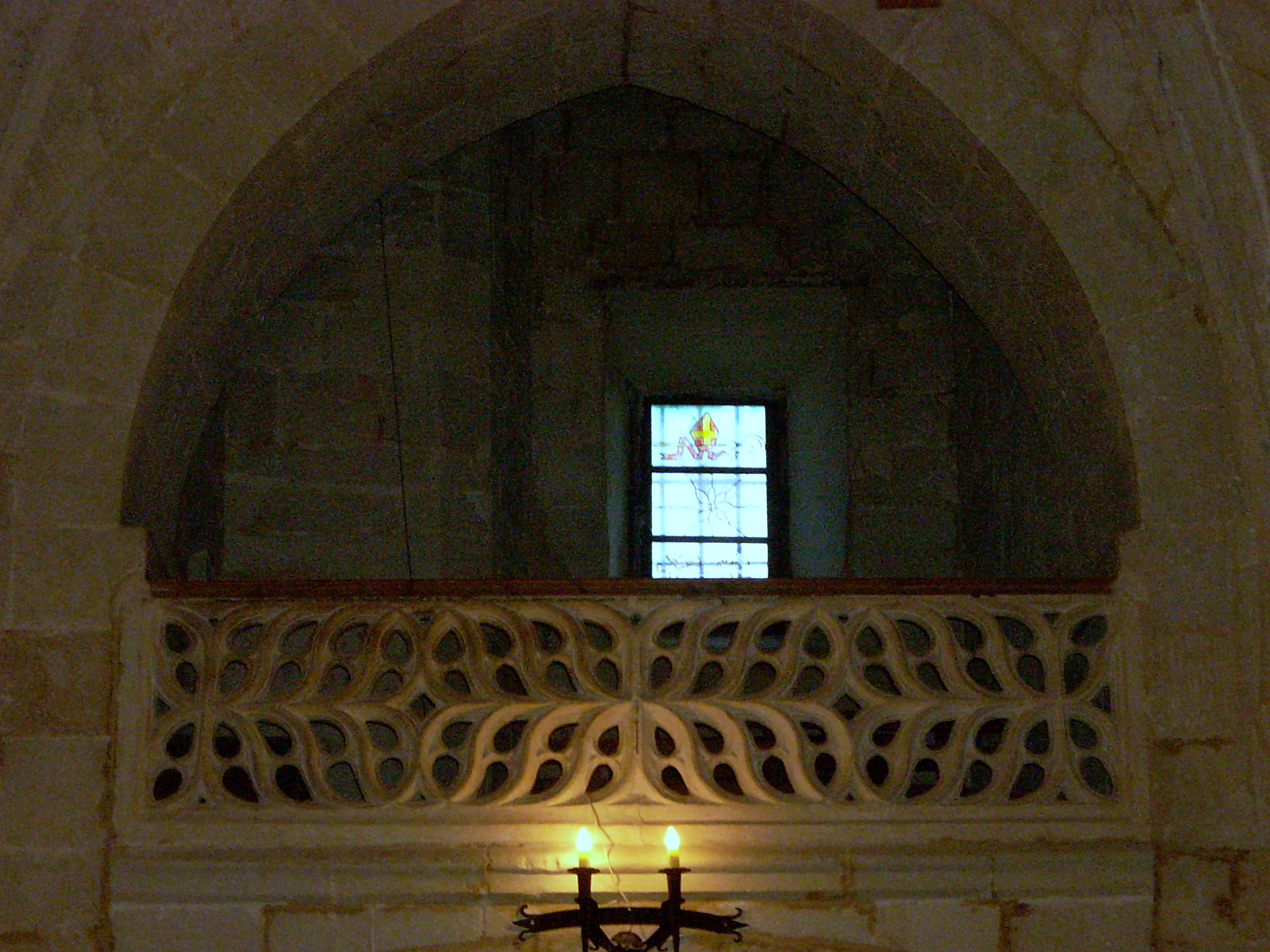
Pretil del coro de la iglesia de San Fructuoso de Colmenares (Palencia, España), con filigrana calada gótica

La cancela es un pretil de poca altura construido en el límite del coro cuando en el siglo XIII se aisló este del resto del templo en cerramientos elevados. Tiene su precedente, como elemento de división de nave y coro, en las cancelas prerrománicas: tableros o paneles de piedra o mármol adornados con bajorrelieves que se apoyaban en las columnas de la nave.